# Abbotsley
Abbotsley är en ort och civil parish i Storbritannien.   Den ligger i distriktet Huntingdonshire i grevskapet Cambridgeshire i riksdelen England, i den sydöstra delen av landet, 80 km norr om huvudstaden London. Abbotsley ligger 41 meter över havet och antalet invånare är 425.
Terrängen runt Abbotsley är platt. Runt Abbotsley är det ganska tätbefolkat, med 172 invånare per kvadratkilometer. Närmaste större samhälle är Bedford, 18,9 km väster om Abbotsley. Trakten runt Abbotsley består till största delen av jordbruksmark.